# Henri-Charles de Beaumanoir de Lavardin
Vous lisez un « article de qualité » labellisé en 2021.
Henri-Charles de Beaumanoir, marquis de Lavardin, né le 15 mars 1644 au Mans et mort le 29 août 1701 à Paris, est un militaire et ambassadeur français. Nommé lieutenant général de Bretagne en 1670 par Louis XIV, il fait face en 1675 à la révolte du Papier timbré. Au début des troubles, il tente de ramener l'ordre tout en retardant l'entrée des troupes royales dans la province, mais il doit s'effacer à la suite de la dégradation de la situation.
En 1687, dans un contexte d'intenses tensions diplomatiques entre la France et la papauté, il est nommé ambassadeur extraordinaire à Rome et est chargé par le Roi-Soleil de s'opposer au retrait des franchises des ambassadeurs par le pape Innocent XI. Il occupe alors le quartier du palais Farnèse avec plusieurs centaines d'hommes en armes et est excommunié par le pape. Il est rappelé au début de l'année 1689, peu avant la mort d'Innocent XI, du fait de la politique d'apaisement pratiquée par Louis XIV.

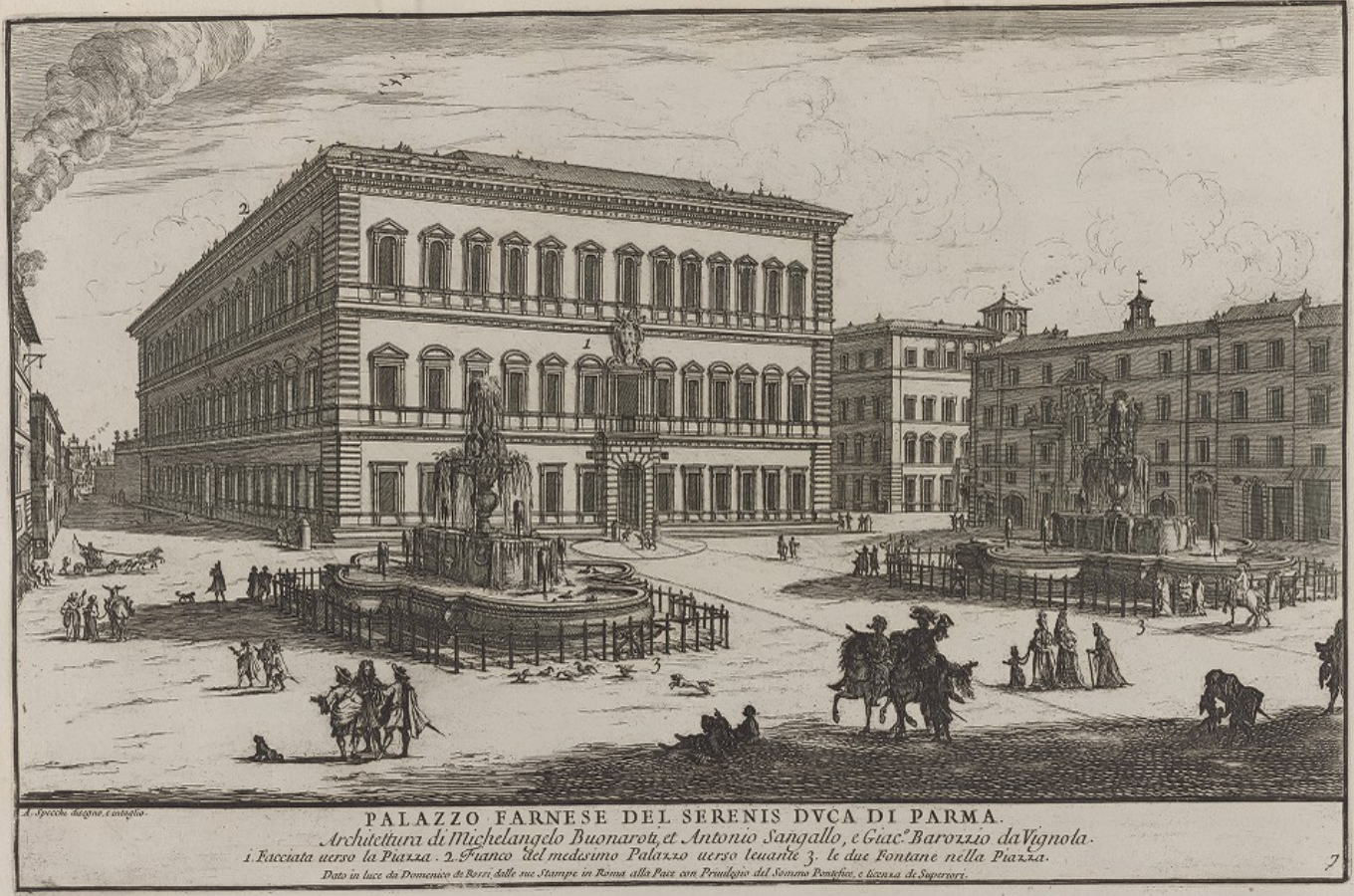
Le palais Farnèse et la place éponyme en 1699, gravure d'Alessandro Specchi.

De retour en Bretagne, le marquis de Lavardin voit ses fonctions d'officier du roi réduites par la montée en puissance de l'absolutisme royal mais reste un personnage de premier plan dans la province ; il consacre les dernières années de sa vie à faire reconnaître les droits de l'Amirauté de Bretagne, menacés par l'amiral de France.

## Biographie

### Famille
Henri-Charles de Beaumanoir naît le 15 mars 1644, au Mans, dans une puissante famille de la noblesse du Maine : les Beaumanoir de Lavardin. Il est le descendant de Jean de Beaumanoir, premier marquis de Lavardin — à partir de 1601 — et fait maréchal de France par Henri IV. Son père, Henri II de Beaumanoir, maréchal des camps et armées du roi, est tué en 1644 au siège de Gravelines ; son oncle, Philibert-Emmanuel de Beaumanoir, est évêque du Mans ; enfin, sa mère, Marguerite-Renée de Rostaing (1616-1694) — fille du marquis Charles de Rostaing (1573-1660), issu des capitaines-châtelains de Sury-le-Comtal et fils de Tristan de Rostaing (1513-1591) —  est une des amies intimes de Marie de Rabutin-Chantal, marquise de Sévigné,,.
Le 3 février 1667, Henri-Charles de Beaumanoir se marie avec Françoise de Luynes, fille de Louis-Charles d'Albert de Luynes. Son épouse étant morte en 1670, il convole en secondes noces avec Louise Anne de Noailles, fille du duc Anne de Noailles et sœur du cardinal de Noailles, le 1er juin 1680,. De son premier mariage, il a une fille unique, Anne-Charlotte, qui épouse Louis de La Châtre. De son second mariage, il a un fils, Henri, qui est tué en 1703 à la bataille de Spire. Cette mort marque l'extinction de la lignée masculine des Beaumanoir de Lavardin, dont les biens et titres passent à René de Froulay de Tessé.

### Lieutenance générale de Bretagne

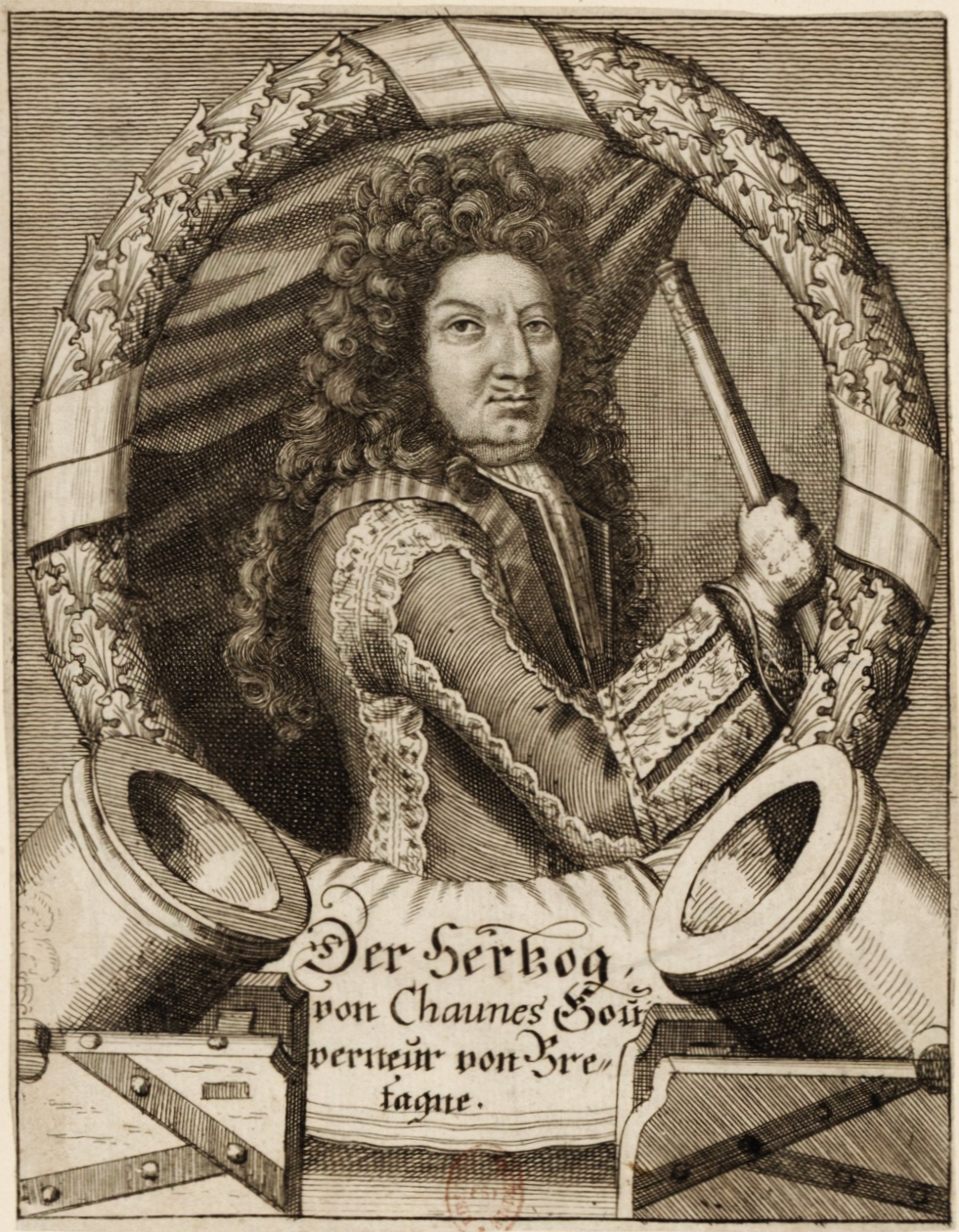
Charles d'Albert d'Ailly, duc de Chaulnes, gouverneur de Bretagne de 1670 à 1695.

En 1670, le marquis de Lavardin est nommé lieutenant général de Bretagne. En effet, depuis le XVIe siècle, le gouverneur de la province est secondé par deux lieutenants-généraux, l'un pour le comté de Nantes et l'autre pour la Basse et la Haute-Bretagne. C'est ce dernier office qu'obtient le marquis de Lavardin : il a donc sous sa responsabilité huit des neuf évêchés de Bretagne. Sa tâche est de remplacer le gouverneur lors de ses absences — fait relativement commun — et de lui prêter la main dans le travail d'administration de la province, notamment sur les questions militaires. Le marquis de Lavardin est lui-même assisté par deux lieutenants du roi, un pour la Basse-Bretagne et un pour la Haute-Bretagne. Il succède au maréchal de La Porte, mort en 1664, et à son fils, retiré dans ses domaines en 1669. La même année, la fonction de gouverneur est pourvue après avoir été vacante depuis 1666 : Charles d'Albert d'Ailly, duc de Chaulnes, en est le nouveau titulaire. Le troisième officier du roi pour la province est le marquis de Rosmadec de Molac, lieutenant général pour l'évêché de Nantes.
Le duc de Chaulnes, en vertu de ses fonctions, exerce les pouvoirs attachés à l'amirauté de Bretagne — distincte de l'amirauté de France —, s'attache à les étendre et se comporte en véritable amiral de Bretagne ; quand il agit en son absence, le marquis de Lavardin jouit de ses prérogatives. En septembre 1669, dès avant sa prise de fonctions officielle, le duc de Chaulnes avait régenté l'enrôlement des marins bretons, et, sur sa demande, les États de Bretagne avaient créé une commission pour procéder à un armement naval des côtes de Saint-Malo. En 1672, il fixe les salaires et les vacations des officiers de la juridiction maritime et publie une ordonnance instituant un système de passeports que les capitaines de marine doivent quérir auprès de lui. Il s'arroge ensuite les responsabilités de la police maritime et de la sécurité des côtes. Le marquis de Lavardin prend également des mesures concernant la marine, même si leur portée est moindre ; parmi les plus importantes, on peut citer : le 20 novembre 1674, l'interdiction aux sénéchaux, juges et officiers de délivrer des lettres de pilote — un permis de navigation — de leur propre chef ; le 8 novembre 1677, le décret d'un embargo sur l'orge au sortir des ports de Bretagne ; le 16 juillet et le 24 octobre 1686, deux ordonnances pour régler la réparation des corps de garde dans les sept évêchés littoraux.
Mme de Sévigné est à cette époque bonne amie du marquis de Lavardin, dont elle écrit dans l'une des lettres à sa fille : « C'est le moins bas et le moins lâche courtisan que j'aie jamais vu ». Néanmoins, elle souligne à sa correspondante qu'elle ne cautionne ni son humour, ni son manque de savoir-vivre.

### Révoltes du Papier timbré
Entre mars et septembre 1675, l’Ouest de la France connaît un ensemble de soulèvements liés à une hausse des taxes, dont celle sur le papier timbré, requis pour les actes authentiques. L'émotion est notamment vive en Bretagne, d'abord dans les villes, puis dans les campagnes de Basse-Bretagne.

#### Émeutes de Rennes

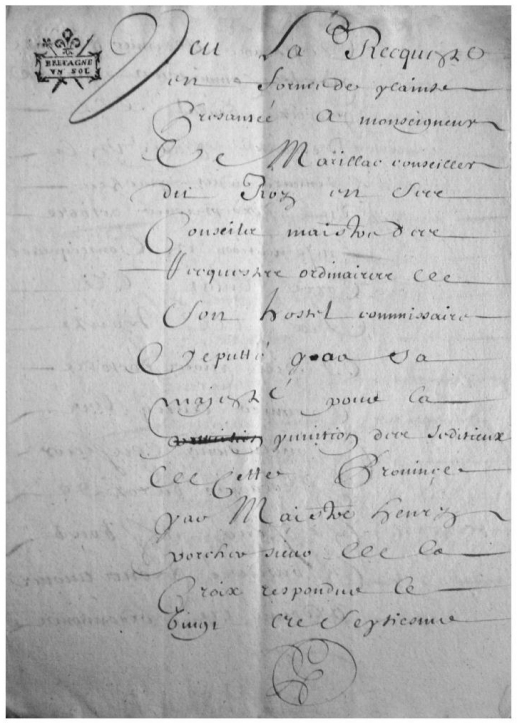
Requête sur papier timbré faite en Bretagne en 1675.

Au début d'avril 1675, une révolte antifiscale éclate à Rennes ; celle-ci est déclenchée par mimétisme vis-à-vis d'événements semblables qui se sont produits en mars à Bordeaux. Le 3 avril, de premiers troubles ont lieu ; le 18 avril, une grande émeute saccage les bureaux du tabac et du papier timbré et la répression de l'émotion populaire est réalisée avec fermeté par le fils du marquis de Coëtlogon, gouverneur de la ville. Le 25 avril, la foule attaque et brûle le temple huguenot, du fait de la religion supposée des collecteurs d'impôts locaux ; parmi les émeutiers, on compte de nombreux collégiens. L'irruption des cavaliers de Coëtlogon fils, trop tardive, ne permet pas d'empêcher le forfait et seuls deux factieux sont saisis par les autorités. La foule attaque également la prison, mais Coëtlogon parvient à rallier la milice bourgeoise pour en interdire l'accès,.
Le marquis de Lavardin fait son entrée à Rennes sur ces entrefaites ; après avoir pris la mesure des événements, il s'insurge contre l'inaction de la justice et met en demeure le parlement de Rennes d'ouvrir des poursuites contre les deux prisonniers. En effet, il estime que les factieux du 25 avril sont les mêmes que ceux du 18 avril, à l'exception notoire des étudiants, et qu'il faut donc faire preuve d'autorité. Cependant, il refuse la répression aveugle et annonce que son rôle est d'« apaiser les désordres, calmer les esprits, rétablir le repos et la tranquillité ». L'un des accusés, un collégien, est relâché très vite — il n'a que 14 ans — tandis que l'autre, un boulanger, est maintenu sous les verrous. Le 3 mai, l'arrivée du duc de Chaulnes intensifie les poursuites judiciaires, car ce dernier est porteur d'ordres du roi réclamant la plus grande sévérité contre les émeutiers du 18 avril ; trois hommes blessés au cours des troubles sont saisis à l'hôpital Saint-Yves.
L'analyse que Lavardin fait des événements de Rennes — et ce de concert avec les autres représentants de la noblesse de Bretagne — est que le Parlement, et plus généralement les hommes de loi et la noblesse de robe, ont adopté une passivité approbatrice vis-à-vis des émeutes citadines, car le Parlement voit d'un bon œil le recul des innovations royales en matière de taxation,. Cette accusation sera d'un grand poids dans la décision royale d'exiler le parlement de Bretagne loin de Rennes. La position de Lavardin est partagée par toute une partie de l'historiographie — notamment Claude Nières, Yvon Garlan, James B. Collins et John Hurt —, mais est rejetée par Gauthier Aubert qui juge que la retenue des parlementaires est à mettre en rapport avec l'absence de moyens pour maintenir l'ordre, et que l'accusation portée contre eux est un moyen de disculper le gouverneur de la province et ses adjoints,.

#### Reprise en main de Nantes
Le 9 mai, le roi, par lettres patentes, révoque Sébastien de Rosmadec, gouverneur de Nantes et lieutenant-général du neuvième évêché de Bretagne,. Le 20 mai, le Parlement de Bretagne confirme ce rappel et son remplacement par le marquis de Lavardin, qualifié à l'occasion d'« expériment[é] et capable ». Cette disgrâce, relativement obscure — le marquis de Molac a pris face aux émeutiers locaux des mesures similaires aux Coëtlogon à Rennes —, peut s'expliquer par le fait que, contrairement à Lavardin, Molac ne s'est pas opposé à la lenteur judiciaire du châtiment des factieux de Nantes ; son incapacité à empêcher la séquestration de Mgr de La Vallière pendant les troubles a peut-être également contribué à son remplacement. Louis XIV, convaincu de l'extrême gravité de la révolte bretonne, prend des mesures fortes : le 8 mai, il demande l'envoi de 600 hommes de la maréchaussée royale en Bretagne ; le même jour, Louvois promet à Chaulnes un régiment de la Couronne, soit 800 hommes, ce qui porterait les troupes stationnées dans la province à quelque 1 500 soldats, nombre non négligeable étant donné que la France est en pleine guerre de Hollande. Le duc de Chaulnes et le marquis de Lavardin entament alors un jeu serré : d'une part, en brandissant la menace d'une intervention des troupes royales, ils cherchent à ramener les villes et les notables à l'obéissance, et d'autre part, ils escomptent qu'un retour rapide au calme permettra d'éviter — ou tout du moins d'écourter — l'entrée des royaux en Bretagne, afin de protéger la province des complications qui en résulteraient — hébergement des soldats, frais de subsistance de la troupe, exactions de la soldatesque, etc..

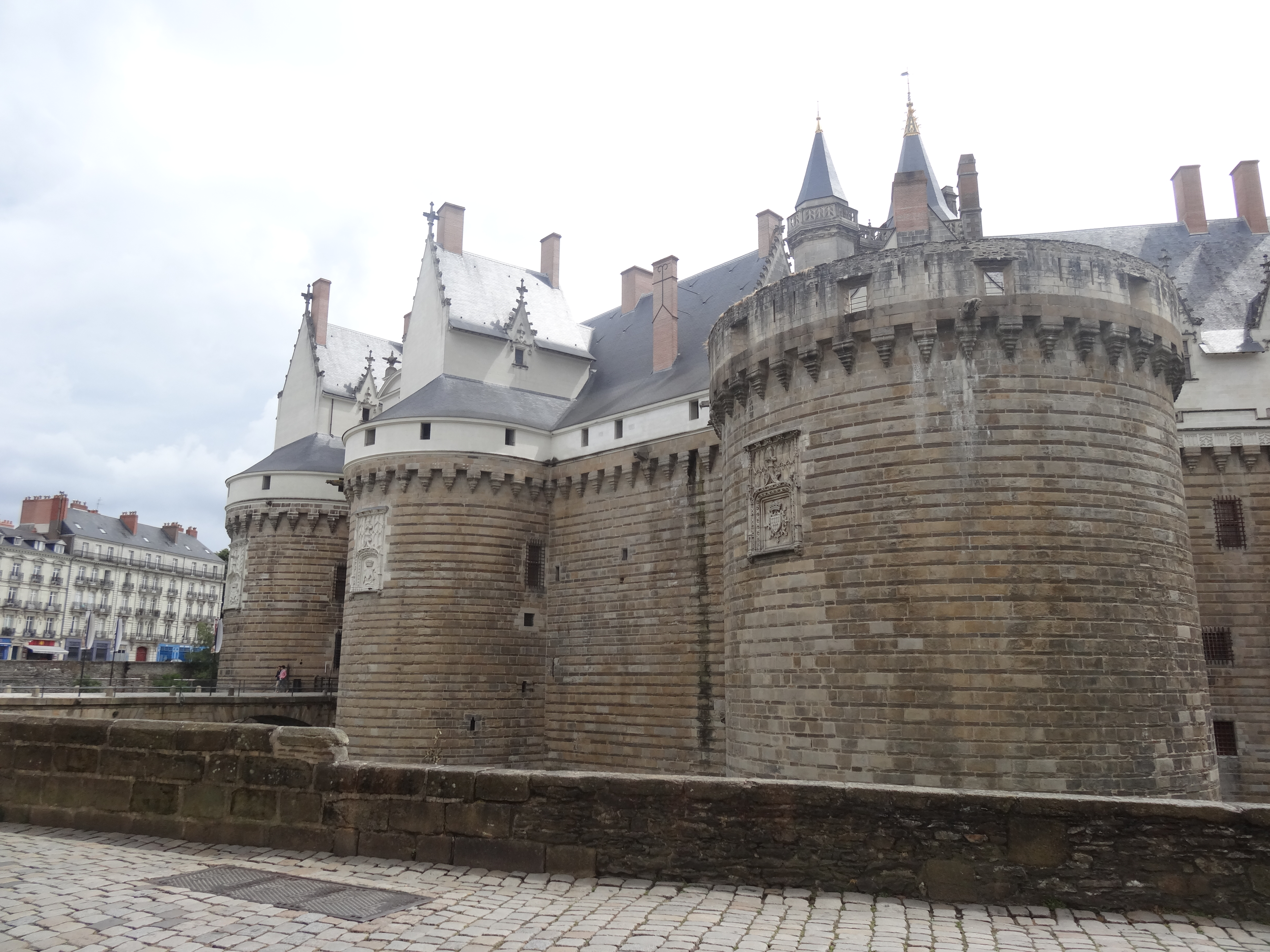
Le château de Nantes, siège de la reprise de contrôle de la ville par le duc de Chaulnes.

Le 21 mai, Chaulnes et Lavardin quittent Rennes pour Nantes, où les troupes du roi doivent entrer en Bretagne, pour les y devancer. Sur place, où ils prennent le commandement des 150 hommes d'armes rassemblés par Molac, tous deux font preuve d'une activité frénétique, le gouverneur de Bretagne tenant le premier rôle,. En effet, sa présence — alors que celle du marquis eût suffi — semble témoigner d'une volonté d'assainir la situation au plus vite, la disgrâce royale menaçant. Les nombreuses lettres que Lavardin adresse à Colbert, Seignelay et Louvois mettent en valeur le volontarisme des autorités locales et soulignent la reprise en main par le duc de Chaulnes ; ces documents ont été abondamment exploités pour étudier la révolte du papier timbré, et en particulier la situation nantaise,. Sur la demande de Chaulnes, le commandant des cavaliers de la maréchaussée leur fait rebrousser chemin ; cependant le sieur Ervé, à la tête du détachement du régiment de la Couronne, ignore les mises en demeure du duc et poursuit sa marche sur Nantes. Quant aux mesures répressives des officiers du roi, elles ont un succès relatif ; ainsi, sur les cinq « séditieux » les plus impliqués que Chaulnes donne l'ordre d'arrêter, seul l'un d'entre eux, Goulven Saläun — qui s'était notamment illustré en escaladant le beffroi du Bouffay —, est pendu le 27 mai après la question et un procès de deux jours, les autres ayant pris la fuite. Cette punition s'exerce sur un bas-breton sans attaches dans le pays, ce qui rend l'exécution acceptable auprès des Nantais. Poursuivant la reprise en main, Chaulnes et Lavardin pressent la justice de commencer des poursuites contre d'autres factieux qui ont été identifiés ; le 30 mai, une ordonnance de bannissement est prise contre l'une des fuyardes, Michèle Roux — dite l'Éveillone —, dont Lavardin annonce « chass[er] sa famille afin qu'il n'y ait plus d'espérance de retour pour elle » — mesure qui n'est finalement pas appliquée. D'autre part, l'ordre public mis à mal par la révolte est restauré : le 26 mai, le bureau des tabacs et de l'étain est rétabli ; le 1er juin, le marquis de Lavardin fait état du bon déroulement du contrôle du papier timbré ; Louvois est averti que le calme règne à Nantes. Aussi, le même jour, le gouverneur de Bretagne quitte Nantes, laissant Lavardin en charge.
Les efforts du duc et du marquis pour écarter les troupes de Nantes ont fait l'objet d'une interprétation supplémentaire, due à un de leurs contemporains, le commissaire des guerres Joinville. Ce dernier insinue que les deux officiers du roi auraient été corrompus par le maire Jean Régnier et les notables de la ville afin d'empêcher la venue des troupes ; le maire aurait également espéré sauver son poste, compromis du fait de l'insoumission de la ville. Plus tard, une fois la venue des troupes inévitable, le projet aurait été de faire payer les frais de cantonnement au trésorier de l'extraordinaire des guerres, tandis qu'une partie de la somme prévue initialement aurait été allouée aux deux gouverneurs. Lavardin et Chaulnes ayant fait procéder à l'ouverture de toute la correspondance nantaise, la découverte de l'ébruitement du secret les aurait fait renoncer à leur projet.

#### Fin des troubles
Seul maître de la ville, le lieutenant-général continue d'essayer de faire montre de sévérité ; début juin, il obtient le départ de quelques habitants contre lesquels les preuves étaient insuffisantes pour justifier une condamnation ; un des prisonniers meurt de ses blessures, ce qui permet au marquis de se prévaloir que justice se fait. Malgré les efforts de Lavardin, la manœuvre tourne court : les efforts déployés par les autorités bretonnes n'empêchent pas l'arrivée des troupes royales le 3 juin à Nantes. Le marquis prend le commandement des seize compagnies, les fait mettre en ordre de bataille sur la Motte Saint-Pierre, puis pénètre avec elles dans la ville. Il semble qu'il s'en fallût alors de peu pour que les Nantais ne s'y opposent par la force ; le financement du séjour des troupes par le trésorier des guerres — à l'exception des repas pris chez l'habitant — semble avoir apaisé la situation. L'occupation de la ville est complète : Lavardin fait stationner onze compagnies dans la ville, deux dans le château et trois dans les faubourgs. Régnier, désavoué par le sire de Beaumanoir, perd l'élection municipale au profit de Louis Charette,. La présence des troupes est en elle-même une punition, mais ces dernières aident également à l'exécution des dernières décisions de justice. Ainsi, le 22 juin, à la suite d'un procès rapide, un prisonnier est mis au pilori et condamné au bannissement. Le même jour, les hommes du roi quittent Nantes pour Le Mans, autre ville rebelle.

Blason de la famille de Beaumanoir.

La décision, prise par Chaulnes, vise à écarter les soldats du territoire du gouvernement de Bretagne tout autant qu'à devancer les ordres de Louis XIV. Le gouverneur de Bretagne renforce toutefois la garnison de la ville en y envoyant une centaine d'hommes d'armes. Henri-Charles de Beaumanoir, toujours maître du jeu à Nantes, voit avec dépit les soldats se diriger vers l'est où il possède ses terres de Lavardin, et dont il craint qu'elles ne soit ravagées par la répression. Le 29 juin, jour de la fête de la Saint Pierre, Lavardin, désireux d'entériner sa reprise de contrôle de la ville, fait placer des gardes à sa livrée dans le chœur de la cathédrale, ce qui jette le trouble dans la population tant le fait est inédit — il tient du privilège royal. Les chanoines refusent de chanter et les fidèles ne répondent pas au Gloria de l'évêque ; aussi Mgr de la Vallière décide-t-il de prononcer une messe basse en lieu et place de la cérémonie religieuse prévue. Cet incident est la dernière marque de sédition à Nantes, qui ne connaîtra plus de troubles durant la suite de la révolte bretonne.
Fin juin, les campagnes de Basse-Bretagne s'embrasent au cours de la révolte dite « des Bonnets Rouges », mais Lavardin est toujours affecté à Nantes. Désireux de recevoir un commandement du roi pour mater cette jacquerie, il se morfond dans son gouvernement de Nantes et cherche à montrer son volontarisme dans les missives qu'il envoie à la cour. Néanmoins, les ministres le laissent cantonné sur les bords de la Loire, l'essentiel des activités de rétablissement de l'ordre étant dévolu au duc de Chaulnes,,. Depuis Nantes, Lavardin analyse la rébellion paysanne comme une réaction aux injustices seigneuriales plutôt qu'à un sentiment antifiscal. Contre ces ruraux bretonnants, il préconise la répression plutôt que la conciliation qu'il a prêchée à Nantes et Rennes. Ainsi, il écrit dans une de ses lettres — où il cherche une fois de plus à écarter les royaux des villes de Bretagne — : « Peut-être ce régiment et ces maréchaussées seront-elles plus nécessaires dans la Basse-Bretagne ; c’est un pays rude et farouche et qui produit des habitants qui lui ressemblent. Ils entendent médiocrement le français et guère mieux la raison »,.

### Ambassade à Rome

#### Contexte diplomatique

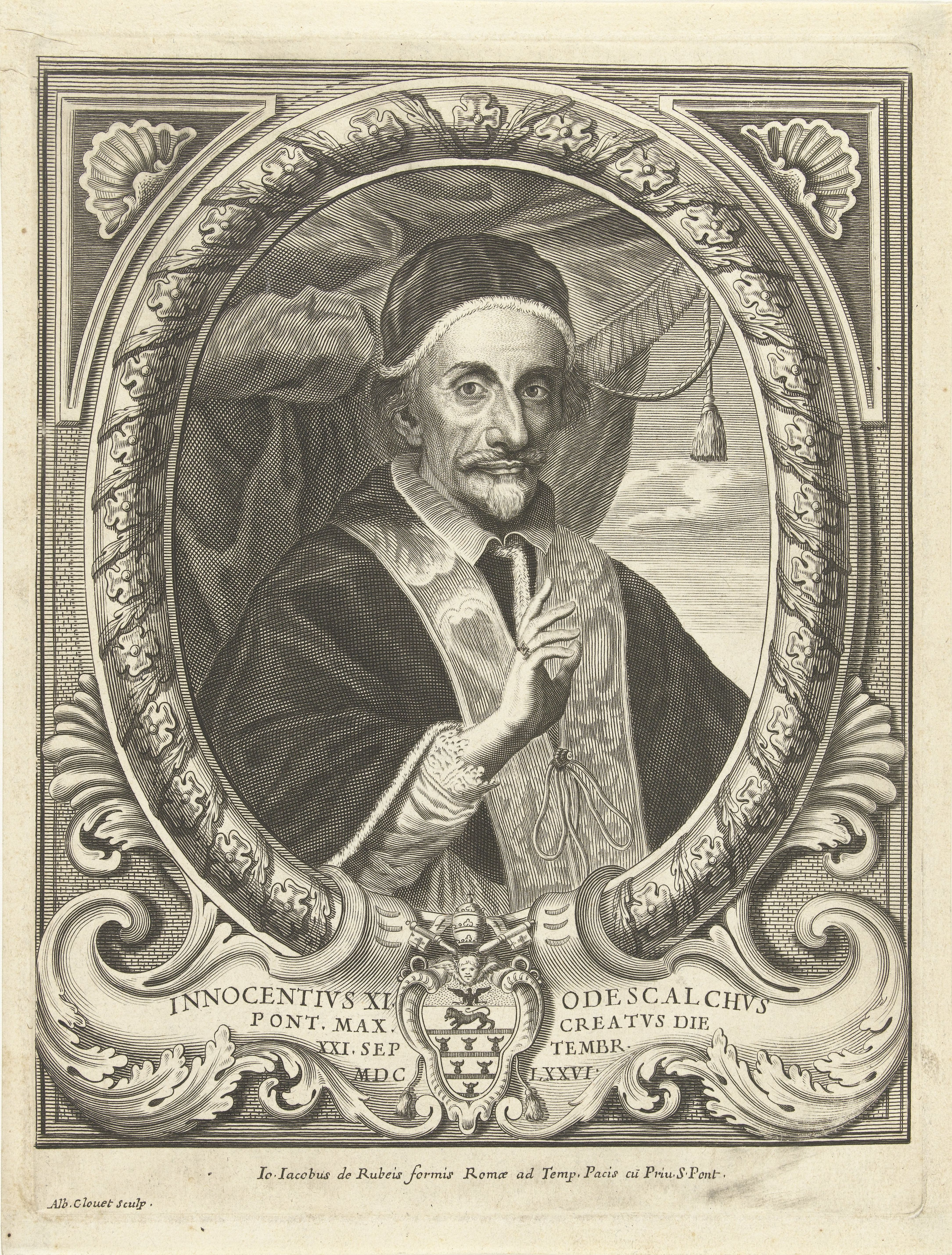
Le pape Innocent dans les années 1670.

Depuis l'avènement du pape Innocent XI en 1676, les relations entre la France et le Saint-Siège sont extrêmement tendues. En effet, l'affaire de la régale empêche durablement la concorde entre Louis XIV et le pape. Cet empoisonnement des relations diplomatiques s'aggrave après l'assemblée du clergé français de 1682 durant laquelle la hiérarchie catholique française prend le parti du monarque gallican sur la question du droit de régale. Dès lors, Innocent XI refuse de nommer les ecclésiastiques rebelles — c'est-à-dire signataires des Quatre Articles de l'assemblée — présentés par le roi de France pour accéder à la dignité épiscopale. En l'absence de bulles pontificales, les sièges diocésains vacants s'accumulent.
En plus de ce conflit d'usure, le pape cherche à conclure à son profit à la querelle des Franchises. À cette époque, les franchises sont des droits possédés à Rome par les ambassadeurs de certaines puissances européennes et qui leur permettent de soustraire la zone entourant leur résidence à la juridiction romaine en matière de douanes et de justice. En 1679, le souverain pontife avertit la cour de France que, tant que François d'Estrées serait ambassadeur, les franchises de la France seraient respectées, mais que le nouveau titulaire ne pourrait entrer en fonctions qu'à condition d'y renoncer. À la mort du duc d'Estrées, le 30 janvier 1687, le pape ordonne à ses sbirri — la police pontificale — de prendre possession du quartier français. Par ailleurs, le pape s'oppose formellement à la nomination du cardinal d'Estrées pour succéder à son frère au poste d'ambassadeur de France ; en effet, il est persuadé que César d'Estrées se prévaudrait de la pourpre cardinalice pour refuser l'abolition de ses exemptions. Frustré dans son choix, Louis XIV jette alors son dévolu sur le marquis de Lavardin et le charge de soutenir les franchises de la France. Le 16 mai 1687, Innocent XI publie une bulle pour interdire définitivement les franchises des ambassadeurs à Rome, sous peine de la censure ecclésiastique la plus terrible : l'excommunication majeure. Henri-Charles de Beaumanoir en prend connaissance avant son voyage,. Le pape obtient la soumission — souvent de mauvaise grâce — des autres cours européennes, mais Louis XIV rétorque au nonce « que Dieu l'avait établi pour servir d'exemple et de règle aux autres, et non pour les imiter » ; néanmoins, le départ de Lavardin est suspendu et mis à profit pour rassembler une escorte militaire destinée à tenir les forces pontificales en respect.

#### Conflit avec le papeInnocentXI
Le 14 novembre 1687, le marquis de Lavardin se présente devant Rome, accompagné d'une troupe de 100 hommes armés, triés sur le volet et pour la plupart officiers de marine. Ses agents l'informent que l'accès ne lui en sera pas interdit par la force. Le 16 novembre, le pape est incapable de s'opposer à son entrée dans la ville et lui fait ouvrir la porte du Peuple. L'arrivée du marquis de Lavardin se fait en grand apparat, ses soldats défilant les armes à la main ; les officiers de la douane pontificale sont dissuadés par son escorte d'attenter aux franchises de l'ambassadeur. En plus des marchandises qu'il apporte avec lui, l'envoyé de Louis XIV introduit dans la ville 300 mousquets pour armer les Français qui résident à Rome, en cas de besoin. Lavardin et sa troupe s'installent dans le palais Farnèse et se retranchent dans le quartier français, qui prend l'allure d'un camp militaire. Il fait pavoiser le palais des armes du roi et du blason des Lavardin, signifiant sans équivoque sa qualité d'ambassadeur de France. Immédiatement, il demande une audience au pape, mais ce dernier refuse obstinément de la lui accorder. En représailles, Louis XIV cesse de rencontrer le nonce apostolique en France, le cardinal Ranuzzi.
Les premières mesures prises par Lavardin sont un succès : les sbirri sont tenus à l'écart, une centaine de criminels est chassée des environs de la place Farnèse, les points de passage dans le quartier sont contrôlés avec soin pour éviter les abus et les soldats de l'ambassadeur se comportent de manière irréprochable avec la population,. Une colonne de prisonniers ottomans doit être détournée pour éviter le quartier du palais Farnèse, de peur que les chaînes des Turcs ne soient brisées par les Français. L'entreprise du sire de Beaumanoir est jugée avec complaisance par Christine de Suède et l'ambassadeur d'Espagne, ces derniers souhaitant sa réussite pour rentrer en possession de leurs anciennes franchises. Le 8 décembre, Louis XIV écrit à son ambassadeur pour le féliciter et lui recommander la plus extrême prudence. Le 13 décembre, le marquis avertit le chapitre de la basilique Saint-Jean-de-Latran qu'il a l'intention d'assister à l'office en la mémoire d'Henri IV et d'y recevoir les honneurs dus à un ambassadeur de France. Innocent XI fait alors reporter sine die la cérémonie, signifiant à tous l'excommunication qu'il porte contre le marquis de Lavardin,. Le soir de Noël 1687, le marquis de Lavardin, nullement affecté, assiste à la messe en l'église Saint-Louis-des-Français. Le pape, scandalisé qu'on ait autorisé l'ambassadeur de France à communier, jette alors l'interdit sur l'église nationale des Français à Rome. Cet interdit se prolonge de janvier à mars 1688,. Le 27 décembre 1687, Lavardin publie une Protestation dans laquelle il affirme qu'en tant qu'ambassadeur de « Sa Majesté Très Chrétienne », il est « exempt de toutes les censures ecclésiastiques, tant qu'il sera revêtu de ce caractère et qu'il exécutera les ordres du Roi son maître », revendication gallicane de longue date.

#### Dégradation de la situation

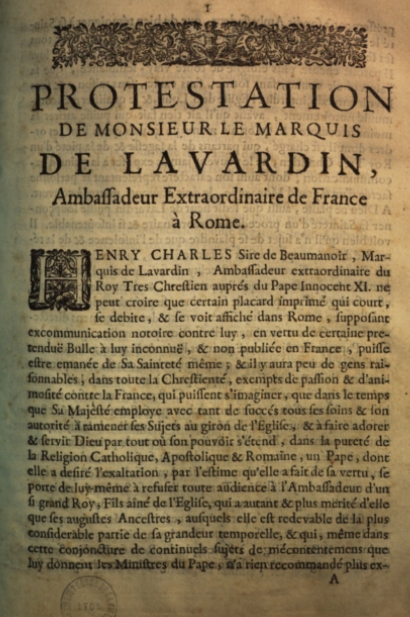
Première page de la Protestation de Monsieur le marquis de Lavardin, distribuée le 27 décembre 1687 et publiée ultérieurement en 1688.

Dès lors, l'escalade est enclenchée ; le 23 janvier 1688, le parlement de Paris rend un arrêt dans lequel il déclare la bulle pontificale sur les franchises et l'excommunication du marquis de Lavardin nulles. De plus, il entérine l'appel à un futur concile pour que la conduite du pape y soit jugée. En février, sur le conseil de Colbert de Croissy, Henri-Charles de Beaumanoir fait placarder par les chefs de son escorte — les capitaines du Charlard et de Sartous — l'arrêt du Parlement partout dans Rome : sur les portes du palais de la Chancellerie, de Saint-Louis, de la basilique Saint-Pierre, du palais de Monte Cavallo, de Santa Maria Rotonda, etc. À partir de mars 1688, le roi Jacques II d'Angleterre fait procéder à une médiation entre le Saint-Siège et la France par l'intermédiaire de son envoyé, lord Howard, mais les deux puissances campent sur leurs positions : si la France envisage de relâcher la pression maintenue par Lavardin en cas de concession pontificale, Innocent XI se refuse à céder sur la question des Quartiers. La situation s'aggrave encore en août 1688 quand le pape refuse de confirmer le cardinal de Fürstenberg — candidat de la France — à l'électorat de Cologne, et semble prendre parti pour la ligue d'Augsbourg dans la lutte européenne qui l'oppose à la monarchie de Louis XIV. La nouvelle met le roi en fureur, d'autant plus que le 2 août 1688, le marquis de Chamlay, son agent envoyé à Rome pour rétablir officieusement les liens diplomatiques, s'est vu éconduire à la porte du souverain pontife. Par mesure de rétorsion, Louis XIV décide d'empêcher le cardinal Ranuzzi de quitter Paris,.
La situation dans les rues de Rome contribue également à rendre irréconciliables les deux souverains : les soldats de Lavardin ayant rossé des sbirri en juin 1688, la justice romaine les condamne à mort par contumace et met leur tête à prix. En septembre 1688, après que deux des hommes du marquis sont capturés par la police pontificale, Colbert de Croissy fait saisir des membres de la suite du cardinal Ranuzzi, afin de leur « faire subir le même traitement qu'on fera à Rome à ceux de M. de Lavardin ». Le cardinal Casoni, secrétaire du chiffre et éminence grise d'Innocent XI, soutient le pape dans sa résistance aux volontés de la cour de France. Bien informé de l'influence du prélat, le marquis de Lavardin le fait espionner par ses agents et envisage son enlèvement en pleine rue, qui n'est finalement pas exécuté. En août 1688, Louis XIV envoie 100 officiers et gardes de marine supplémentaires pour renforcer la garnison de Lavardin à Rome. Le 6 septembre 1688, le roi charge le cardinal d'Estrées de menacer à mots couverts le Saint-Siège en brandissant le spectre d'une intervention en Avignon. Le 13 septembre 1688, devant l'intransigeance d'Innocent XI, il ordonne l'invasion d'Avignon et du comtat Venaissin par les troupes françaises ; les préparatifs d'un débarquement à Civitavecchia se précisent,. En octobre 1688, le roi assigne au nonce un surveillant zélé en la personne d'un de ses gentilshommes, M. de Saint-Olon. En novembre 1688, l'intercession de l'Angleterre progresse, notamment en raison d'un revirement du cardinal Casoni, qui craint la menace que les hommes de Lavardin font peser sur sa vie ; cependant, le renversement de Jacques II et son exil en France contribuent à faire de la médiation anglaise un outil dans les mains de la cour de France. La demande française de l'organisation d'une audience de Lavardin auprès du pape, posée comme un préalable à tout compromis, est rejetée par Innocent XI.
En novembre 1688, le marquis de Lavardin envoie sa femme et sa fille — issue de son premier mariage — à Sienne pour les mettre à l'abri. Beaucoup de nobles italiens, dont le duc de Bracciano — chef de la maison Orsini — n'est pas le moindre, se désolidarisent du parti français, et l'ambassadeur n'est plus alors fréquenté que par quelques fidèles, dont Christine de Suède. Les effets de l'excommunication se faisant sentir, son maintien est chaque jour plus difficile ; du fait de l'interdit qui pèse sur lui, c'est le cardinal d'Estrées qui se charge de gérer les affaires courantes avec le Saint-Siège. Le sire de Beaumanoir enrôle alors 200 soldats supplémentaires, portant sa petite armée à 400 hommes. Cette initiative imprévue éveille la suspicion du roi, qui fait surveiller l'ambassadeur par ses propres officiers,. Pour Jacques Bainville, « il s'en fallut de peu pour que le marquis de Lavardin […] n'imitât Nogaret »,. Lavardin, atteint dans son crédit du fait de l'intransigeance pontificale, demande finalement son rappel au début de 1689. Le 14 avril 1689, Louis XIV accepte ; cette décision s'explique autant par le fait qu'il craint des incidents que par une volonté d'apaisement envers le Saint-Siège, rendue nécessaire par la situation en Europe. Le 30 avril, le marquis quitte Rome, accompagné des deux agents d'influence de la France au sein du Sacré Collège, le cardinal d'Estrées et le cardinal Maidalchini, et de ses 200 hommes d'armes. Cette forte escorte ne lui épargne pas une dernière péripétie : pour l'humilier, le gouverneur du duché de Milan lui fournit un passeport où il est désigné comme « nommé ambassadeur ». Inflexible, Lavardin demande la correction du document et l'obtient le 17 juin ; il est de retour à la cour de Versailles le 16 juillet. Innocent XI meurt le 16 août 1689 ; la réconciliation avec Alexandre VIII se fait au prix de la renonciation aux franchises de l'ambassadeur de France.

### Retour en France

#### Recul des libertés bretonnes

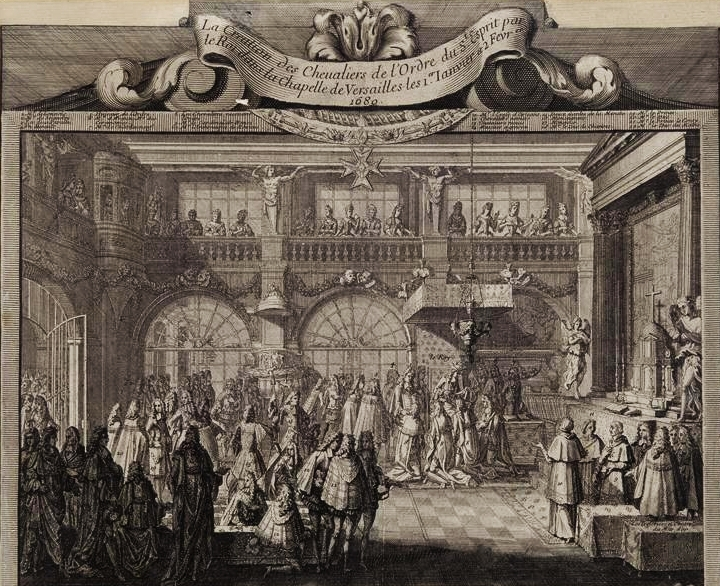
Réception des chevaliers de l'ordre du Saint-Esprit dans la chapelle royale de Versailles, le 1er janvier 1689.

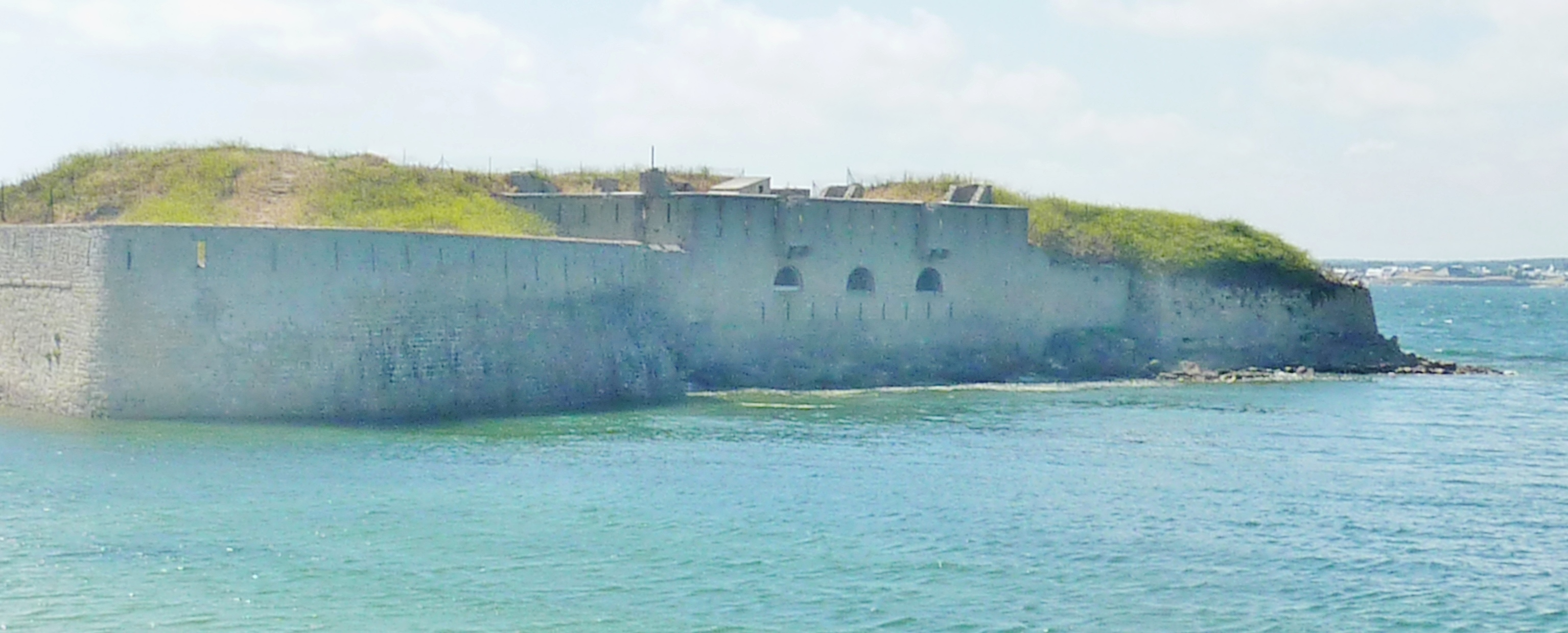
Fort de Porh-Puns, dont le marquis décide la construction en 1695.

À son retour en France, il reprend sa charge de lieutenant général de Bretagne, qu'il n'a jamais cessé d'occuper. Le 31 décembre 1688, il est fait chevalier de l'ordre du Saint-Esprit par le roi Louis XIV, à Versailles. Toutefois, en 1689, le gouvernement de Bretagne subit deux remaniements de première importance. En février, un intendant du roi, Pomereu, est nommé de manière permanente. La Bretagne est la dernière province française à se voir dotée d'un tel agent du roi ; le monarque juge sûrement que les tensions européennes justifient cet accroissement de l'absolutisme dans un pays d'états à portée des côtes anglaises. En août de la même année, Jean II d'Estrées est nommé commandant en chef de Bretagne. Le gouverneur est donc flanqué de deux commissaires du roi, l'intendant pour les questions civiles (incluant les milices bourgeoises), et le commandant en chef pour les questions relevant de l'armée de métier ; les officiers du roi voient leurs pouvoirs considérablement réduits,.
Cette réorganisation coïncide avec l'envoi du duc de Chaulnes comme ambassadeur auprès du Saint-Siège. Le gouverneur revient en Bretagne en 1691, 1692 et 1693 pour y prendre le commandement militaire mais il y est explicitement mandé par le roi. En 1695, Louis XIV obtient sa démission et le remplace par le comte de Toulouse, son bâtard légitimé ; ce dernier renonce à administrer directement la province et ne s'y rend que sur demande royale. Le marquis de Lavardin, quant à lui, voit également ses prérogatives militaires limitées par l'arrivée des commissaires du roi, mais une certaine permanence de ses anciennes fonctions lui laisse une autonomie non négligeable. Ainsi, en 1695, lors de la guerre de la Ligue d'Augsbourg, il convoque l'arrière-ban et organise les quartiers d'une partie des troupes défendant la Bretagne. En 1697, en l'absence du maréchal d'Estrées, il fait également barrage aux prétentions de l'amiral de Châtellerault — précédemment intégré à la défense terrestre de la province — à remplacer le commandant en chef à la tête de l'armée de Bretagne, et lui lance : « Les officiers de terre ne commandent pas à la mer et ceux de mer commanderaient à l'un et l'autre […], cela ne s’est jamais vu ». En revanche, il subit un échec en 1696 : s'étant opposé à l'instauration d'une patrouille à Rennes sous le motif qu'il n'allait pas réarmer une ville qu'il avait désarmée lors de la révolte de 1675, il se voit donner tort par le Conseil des finances et le contrôleur général passe outre son avis, jugé anachronique. Après lui, ses successeurs à la lieutenance générale ne détiendront plus qu'un pouvoir nominal.

#### Affaire des droits de l'amirauté de Bretagne

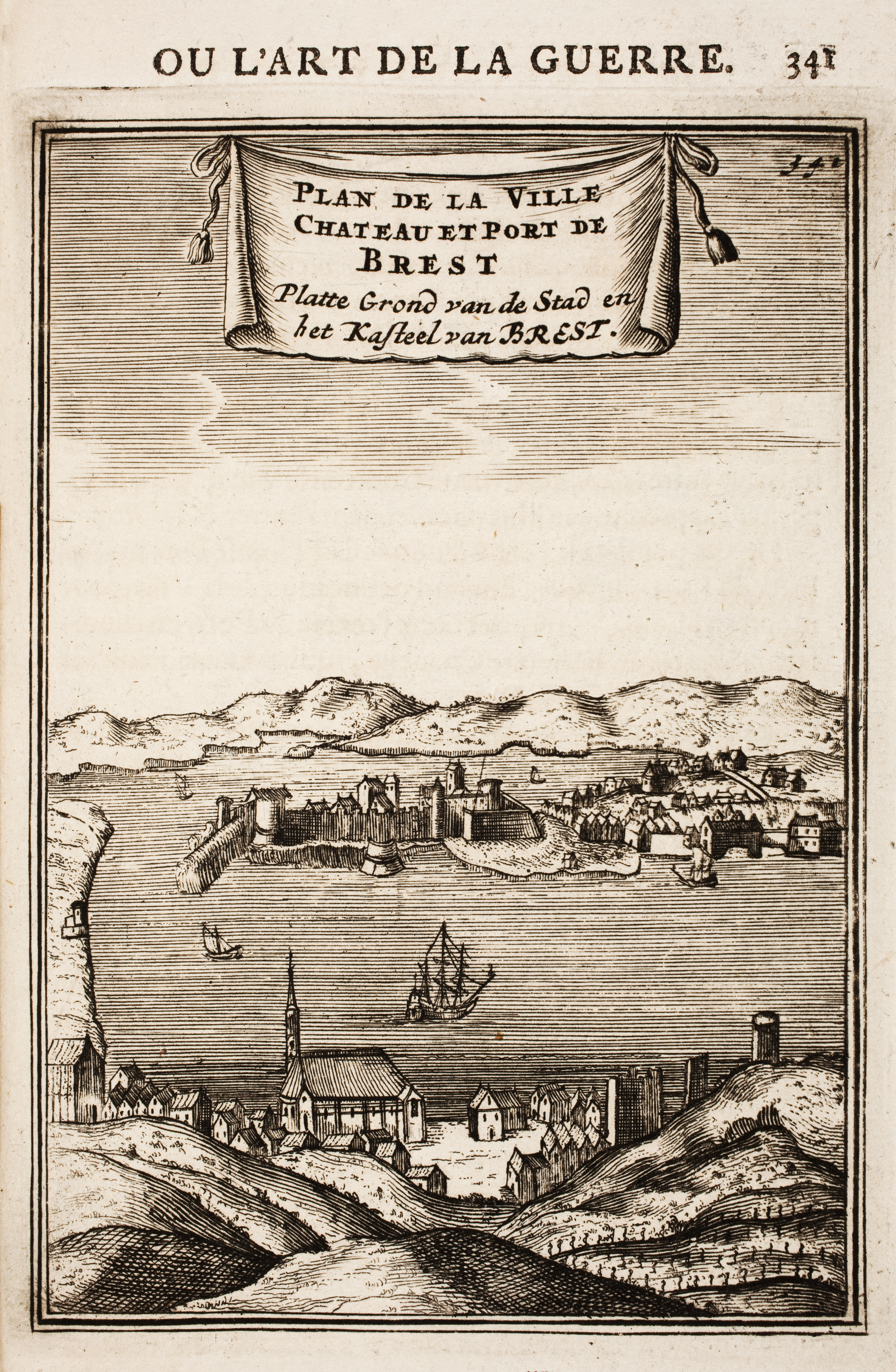
Brest et son port en 1696.

Le remplacement du duc de Chaulnes par le comte de Toulouse en 1695 est l'occasion pour le marquis de Lavardin de participer au conflit de longue durée qui oppose le gouverneur de Bretagne à l'Amirauté de France à propos des droits de l'amirauté de Bretagne. Parmi ces droits, le plus contesté est le dixième des prises de la guerre de course qui autorise à prélever le dixième de la valeur des marchandises saisies par les corsaires. L'Amirauté de France — à la tête de laquelle se trouve le comte de Toulouse depuis 1683 — conteste la prétention des gouverneurs aux droits de l'amirauté de Bretagne et réclame la perception du dixième des prises pour tous les navires du roi, y compris ceux qui sont armés dans le port de Saint-Malo, et pour les navires bretons qui ont Brest pour port d'attache, car cette ville est temporairement administrée par l'Amirauté de France. Au contraire, le duc de Chaulnes en revendique la propriété autant pour les navires bretons basés à Brest que pour les navires du roi basés à Saint-Malo. La disgrâce du duc de Chaulnes, menacé de devoir rembourser des droits indûment perçus, amène Lavardin à prendre la défense des droits des gouverneurs, et ce avec l'aide des états de Bretagne.
Il prétend qu'en 1532, une des conditions de l'union de la Bretagne à la France est qu'elle conserverait tous les privilèges reconnus par les contrats de mariage d'Anne de Bretagne, et en particulier « le droit pour le gouverneur et son lieutenant général d’assumer les fonctions respectives d’amiral et de vice-amiral en Bretagne ». Cette thèse est vivement combattue par Jean-Baptiste-Henri de Valincour, secrétaire général de la Marine, qui souligne qu'il n'est nulle part fait mention des gouverneurs dans les actes susdits ; il défend également la position selon laquelle les vice-amiraux de Bretagne ont toujours été nommés par les amiraux de France. Huit mois après la désignation du comte de Toulouse comme gouverneur, Louis XIV demande aux états de Bretagne de justifier les prétentions de la province, tandis que Valincour reçoit la responsabilité de la défense de l'amiral de France. Ce n'est que six ans plus tard que, le 30 mai 1701, sur l'avis d'une commission et de ses ministres, Louis XIV rend un arrêt qui confirme les gouverneurs dans les droits de l'amirauté de Bretagne et maintient les prétentions du marquis de Lavardin. En revanche, le port de Brest revient définitivement à l'amiral de France et le dixième des prises est attribué aux autorités qui délivrent la commission aux navires de course, délivrance réservée pour les vaisseaux du roi à l'amiral de France.
Henri-Charles de Beaumanoir meurt le 29 août 1701 à Paris et est inhumé au sein de la cathédrale Saint-Julien du Mans, dans le caveau familial des Beaumanoir de Lavardin, fait relativement notable pour un excommunié. À l'annonce de son décès, le duc de Saint-Simon écrit avec sévérité dans ses Mémoires : « C’était un gros homme extrêmement laid, de beaucoup d'esprit et fort orné, et d'une médiocre conduite. […] On l’accusait d'être fort avare, difficile à vivre, et d’avoir hérité de la lèpre des Rostaing, dont était sa mère. Il disait que de sa vie il n’était sorti de table sans appétit, et assez pour bien manger encore. Sa goutte, sa gravelle, et l'âge où il mourut, ne persuadèrent personne d'imiter son régime »,.

### Gouvernement de Bretagne
- Gauthier Aubert, « Parlement et maintien de l’ordre : Rennes (1662-1675) », dans Les Parlements de Louis XIV : Opposition, coopération, autonomisation ?, Presses universitaires de Rennes, 2010, 316 p. (ISBN 978-2-7535-6713-9, lire en ligne), p. 227–239.
- Gauthier Aubert, Les révoltes du papier timbré (1675) : Essai d’histoire événementielle, Presses universitaires de Rennes, 2014, 718 p. (ISBN 978-2-7535-5947-9, lire en ligne).
- James B. Collins (trad. André Rannou), chap. 7 « Le problème de l’ordre », dans Gauthier Aubert et Philippe Hamon (dir.), La Bretagne dans l'État royal : Classes sociales, États provinciaux et ordre public de l'Édit d'Union à la révolte des Bonnets rouges, Presses universitaires de Rennes, 2006, 399 p. (ISBN 978-2-7535-3171-0, lire en ligne), p. 273–293.
- Gérard Le Bouëdec (dir.), L'Amirauté en Bretagne : Des origines à la fin du XVIIIe siècle, Presses universitaires de Rennes, 2012, 488 p. (ISBN 978-2-7535-6878-5, lire en ligne).
- Jean Lemoine, La révolte dite du papier timbré ou des bonnets rouges en Bretagne en 1675 : Etude et documents, Champion, 1898, 373 p. (lire en ligne).
- Stéphane Perréon, L'armée en Bretagne au XVIIIe siècle : Institution militaire et société civile au temps de l'intendance et des États, Presses universitaires de Rennes, 2005, 421 p. (ISBN 978-2-7535-2503-0, lire en ligne).

### LouisXIVetInnocentXI
- Pierre Blet, Les assemblées du Clergé et Louis XIV de 1670 à 1693, Rome, Università Gregoriana, 1972, 633 p.
- Pierre Blet, « Louis XIV et le Saint-Siège à la lumière de deux publications récentes : Le conflit de la régale, la fable de l'excommunication secrète et la réconciliation de 1693 », Archivum Historiae Pontificiae, vol. 12,‎ 1974, p. 309–337 (ISSN 0066-6785, lire en ligne).
- Charles Gérin, L'ambassade de Lavardin et la séquestration du nonce Ranuzzi (1687-1689), Paris, Librairie de Victor Palmé, 1874, 55 p. (lire en ligne).
- Jean Orcibal, Louis XIV contre Innocent XI : Les appels au futur concile de 1688 et l'opinion française, Paris, Librairie philosophique J. Vrin, 1949, 107 p.
- Eugène Michaux, Louis XIV et Innocent XI, d'après les correspondances diplomatiques inédites du ministère des affaires étrangères de France, Paris, G. Charpentier, 1882, 630 p. (lire en ligne).
- Bruno Neveu, La correspondance du nonce en France Angelo Ranuzzi (1683-1689), Rome, Université Pontificale Grégorienne, 1973.
- Bruno Neveu, « Jacques II médiateur entre Louis XIV et Innocent XI », Mélanges de l'école française de Rome, vol. 79, no 2,‎ 1967, p. 699–764 (DOI 10.3406/mefr.1967.7548, lire en ligne).
- J. de Récalde, Le message du Sacré-Cœur à Louis XIV et le père de La Chaise : Etude historique et critique, Paris, Chiron, s. d., 124 p.